# ウダイプル
ウダイプル（ヒンディー語: उदयपुर, 英語：Udaipur）は、インド北西部のラージャスターン州に属する都市である。ウダイプル県の行政庁所在地。アフマダーバードの北東約 200km、アラーヴァリー山脈南東部の標高約 750mの丘の上にあり、ピチョーラー湖に面する。北西インドとアラビア海とを結ぶ交通路上の要地を占める。公用語はヒンディー語、人口は約60万人（2014年）。ウダイプールと英語風に発音されることもある。
湖畔の宮殿都市であり、町並みは、白い建物の景観が美しく「ホワイト・シティ」とも呼ばれている。

## 歴史

### メーワール王国

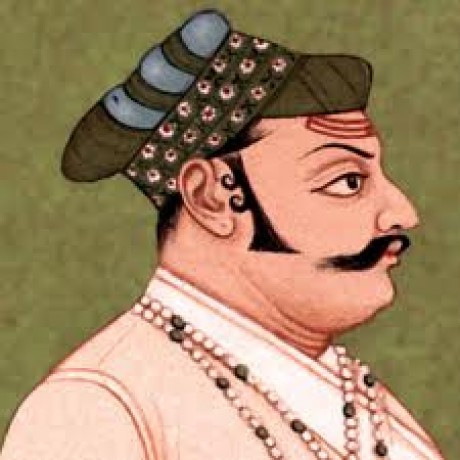
ウダイ・シング2世

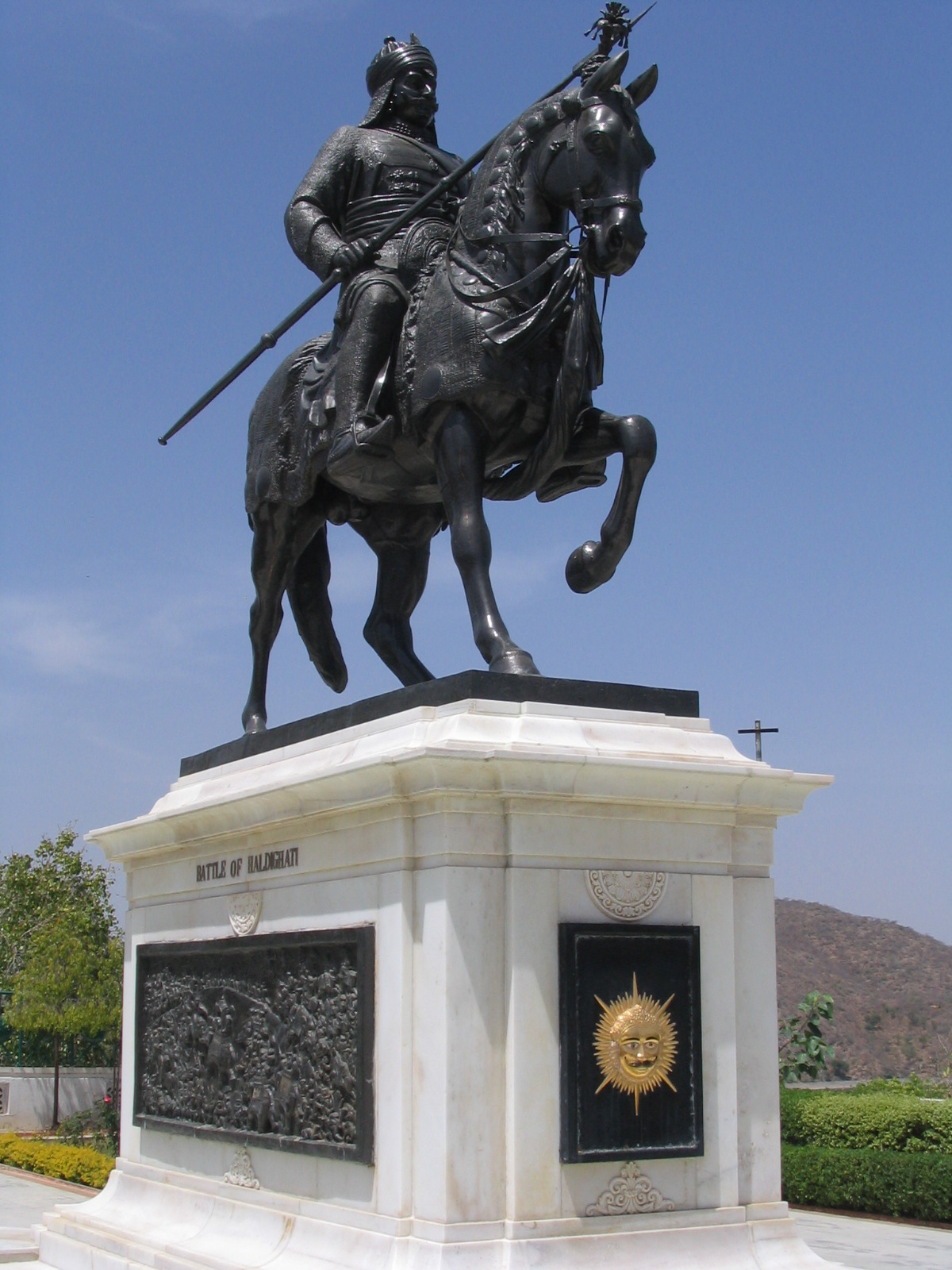
プラタープ・シング騎馬像

ムガル帝国の第3代君主アクバル1世の時代、ラージプートの各王国に恭順するよう呼びかけていた。他の王国はムガル帝国の強大な力の前に屈し恭順を受け容れたが、ラージプート族のなかでも最も高貴なシソーディヤー氏族に属したメーワール王国だけは頑強に対抗した。メーワール王ウダイ・シング2世はムガル皇帝アクバルへの服属を拒否したため、1567年に首都チットールガルを包囲された。
メーワールのラージプートたちはアクバルを何度も死に追い詰めるほど徹底的に抗戦し、再三に渡る降伏の勧告にも屈しなかった。落城が決定的になると、8000人の死装束をまとった戦士たちが城門を開いて打って出ると同時に、城内の数千の婦女子は純潔を守るために火中に身を投じた。数次にわたる攻防で敗色濃厚となった時、また数千の兵士が出陣して討ち死にをしたという。
翌年2月に首都は陥落した。一方、落ち延びたウダイ・シング2世は、チットールガルから約115km離れた土地に新しいメーワール王国の新しい都を築いた。これが現在のウダイプルである。
町の名前はウダイ・シング2世の名から付けられ、プルはヒンディー語で都市を意味することから、「ウダイの都市」という意味になる。
山に囲まれたウダイプルで、川を堰き止めて、ピチョーラー湖やファテー・サーガル湖など多くの人造湖を築いた。湖は隣の湖とつながり水量を調節するようになっている。水利の模範ともなるこの湖灌漑により、長く繁栄してきた。
1572年2月、父ウダイ・シング2世が死亡したことにより、その息子プラタープ・シングが、王位を継承した。引き続きムガル帝国に抵抗し続けた。プラタープ・シングは強大な帝国に対して、他のラージプート諸国の援助もなく戦い続けた
ハルディーガーティーの戦いでメーワール軍は奮戦し、一時は帝国軍を混乱に陥れた。だが、アクバル自身が率いてきた援軍が到着し、不利を悟ったプラタープ・シングはアラーヴァリー山脈地帯へ撤退、大半のメーワールの土地をムガル王朝に奪われる。しかしプラタープ・シングはチットールガルを取り戻すまでは、贅沢もせず、金銀の食器も使わず、草の上で眠り、髭の先を上に曲げることもしない」と復讐の誓いを立て、ゲリラ戦に戦法を変えてムガル軍に抵抗し、遂にチットールガルとマンダルガル以外のメーワールの土地を取り戻すことに成功する。プラタープ・シングのゲリラ戦法は、後にアフマドナガル王国の武将マリク・アンバル、そしてマラーター王国の創始者シヴァージーに受け継がれた。
その後、英領下にも同藩王国の主都として存続した。メーワール王国の歴代君主たちは、ピチョーラー湖を見下ろす宮殿を中心に、調和よく歴史的建造物を建設し、「東洋のベニス」、「湖の都」などと呼ばれ、その美しさがたたえられている。ラージャスターン州南部の行政、商業の中心地である。

## 気候
ウダイプルは、非常に暑い夏、モンスーン期間とやや涼しい冬と、3つの主要な季節がある。気候は熱帯性気候で、夏は高水準の湿度と、気温は40度近くなる。6月からのモンスーン期間になると、激しい雨が毎日のように降り、
冬の11月から2月まで期間は、20度前半から20度後半までの気温で夏よりも過ごしやすい。
| ウダイプルの気候       | ウダイプルの気候 | ウダイプルの気候 | ウダイプルの気候 | ウダイプルの気候 | ウダイプルの気候 | ウダイプルの気候 | ウダイプルの気候 | ウダイプルの気候 | ウダイプルの気候 | ウダイプルの気候 | ウダイプルの気候 | ウダイプルの気候 | ウダイプルの気候 |
| 月                     | 1月              | 2月              | 3月              | 4月              | 5月              | 6月              | 7月              | 8月              | 9月              | 10月             | 11月             | 12月             | 年               |
| ---------------------- | ---------------- | ---------------- | ---------------- | ---------------- | ---------------- | ---------------- | ---------------- | ---------------- | ---------------- | ---------------- | ---------------- | ---------------- | ---------------- |
| 平均最高気温 °C （°F） | 24.2 (75.6)      | 26.9 (80.4)      | 32.8 (91)        | 37.4 (99.3)      | 39.8 (103.6)     | 37.3 (99.1)      | 33.9 (93)        | 30.3 (86.5)      | 32.6 (90.7)      | 33.3 (91.9)      | 29.3 (84.7)      | 20.5 (68.9)      | 31.8 (89.2)      |
| 平均最低気温 °C （°F） | 7.0 (44.6)       | 9.1 (48.4)       | 14.3 (57.7)      | 20.2 (68.4)      | 25.0 (77)        | 26.1 (79)        | 24.5 (76.1)      | 23.2 (73.8)      | 21.4 (70.5)      | 16.9 (62.4)      | 11.7 (53.1)      | 7.7 (45.9)       | 17.2 (63)        |
| 降水量 mm （inch）     | 3.5 (0.138)      | 2.0 (0.079)      | 1.2 (0.047)      | 6.6 (0.26)       | 18.2 (0.717)     | 92.7 (3.65)      | 188.8 (7.433)    | 205.1 (8.075)    | 96.2 (3.787)     | 19.1 (0.752)     | 17.2 (0.677)     | 3.6 (0.142)      | 654.3 (25.76)    |
| 出典：IMD              |                  |                  |                  |                  |                  |                  |                  |                  |                  |                  |                  |                  |                  |

## 名所
- シティ・パレス（マハーラーナー宮殿）

ウダイプルの建設と同時にウダイ・シング2世により建てられた。メーワール王は、他のマハーラージャとは別格で、「マハーラーナー」（武王）と呼ばれている。
ピチョーラー湖に臨んで、当時の壮大な王宮が、大理石、花崗岩で建てられ今に残る。
- タージ レイク パレス（ジャグニワース宮殿）

ピチョーラー湖中の小島には白亜の大理石で建てられた宮殿。1743〜46年にジャガト・シングが避暑地、ジャグニワース宮殿として建て、後にバグワッド・シングがウダイプル初の高級宮殿ホテルに改装し。
湖の中にたたずむ白く輝く美しい宮殿ホテル。
- モンスーン・パレス（サジャンガル宮殿）

19世紀、サジャン・シング(在位1874~ 84年)によってモンスーンになるとピチョーラー湖の水位が上がるため、その時期に滞在するために建てられた山の頂上の宮殿である。後にモンスーンの雲の観測に使われた。
- バコーレ・キー・ハーヴェリー

18世紀、アマルチャンドゥ・バードワー首相が建造し、イギリスからの独立後に博物館になり、館内には、マハーラージャの伝統的な品々や、音楽の生演奏、伝統舞踊のナイトショーが行われる。
- ジャグマンディル宮殿

ピチョーラー湖の小島の上、1551年にアマル・シングにより建設が開始され、1620〜28年カラン・シング2世が継承し、1628〜52年にはジャガト・シングによって最終的には完成。
完成に導いたジャガト・シングに敬意を表してジャガト・マンディルと命名された。王族の避暑地として使用された宮殿。
- ジャグディーシュ寺院

1651年にジャガト・シングにより建てられたヴィシュヌ寺院。壁面や外装に神々の彫像があるウダイプルで最大のヒンドゥー寺院。
- ロークカラマンダル博物館

ラジャスタンの伝統芸能の1つ、操り人形劇の博物館。
- サヘーリヨーン・キー・バーリー（侍女達の庭園）

マハーラーナーが造った18世紀初めの造園。ファテー・サガール湖の東岸に位置し、王族の娘達や侍女達がピクニックにやってきた場所。噴水や大理石製の象の彫像、咲き乱れる色とりどりのブーゲンビリアの花が美しい庭園蓮池などがきれいに配置されている。
- アハール慰霊碑

ウダイプル王家の墓域で、ドームを載せ、外部に開放的なチャトリー群が残る(本来、ヒンドゥー教徒は墓をつくらないが、イスラムがやってくると、王侯のために墓廟を建てる習慣が持ち込まれた。） また近くのアハール博物館には、紀元前1700年前のインダス文明の出土品、10世紀に制作された仏像などを収蔵する

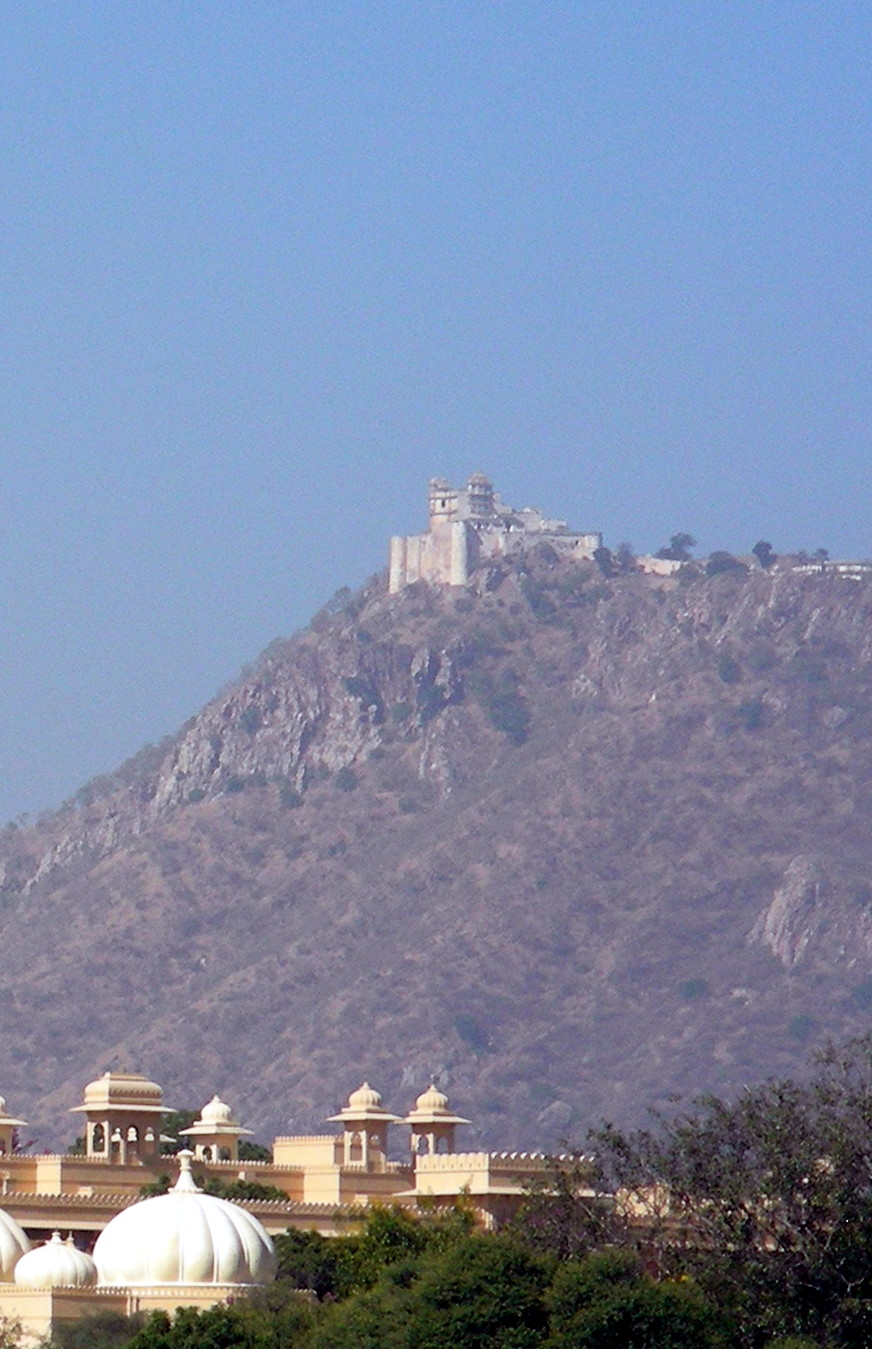
モンスーン・パレス遠景
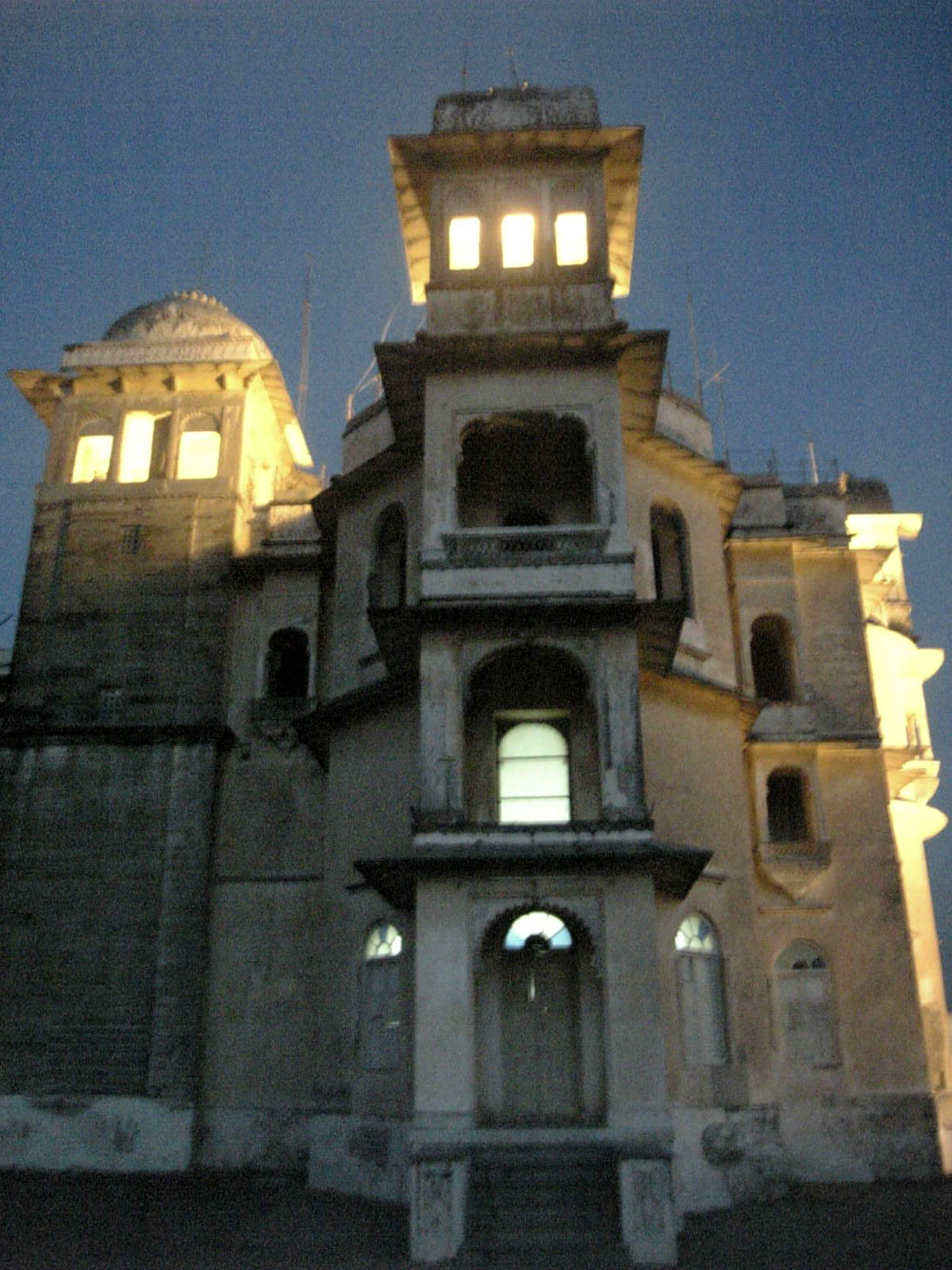
モンスーン・パレス（サジャンガル宮殿）
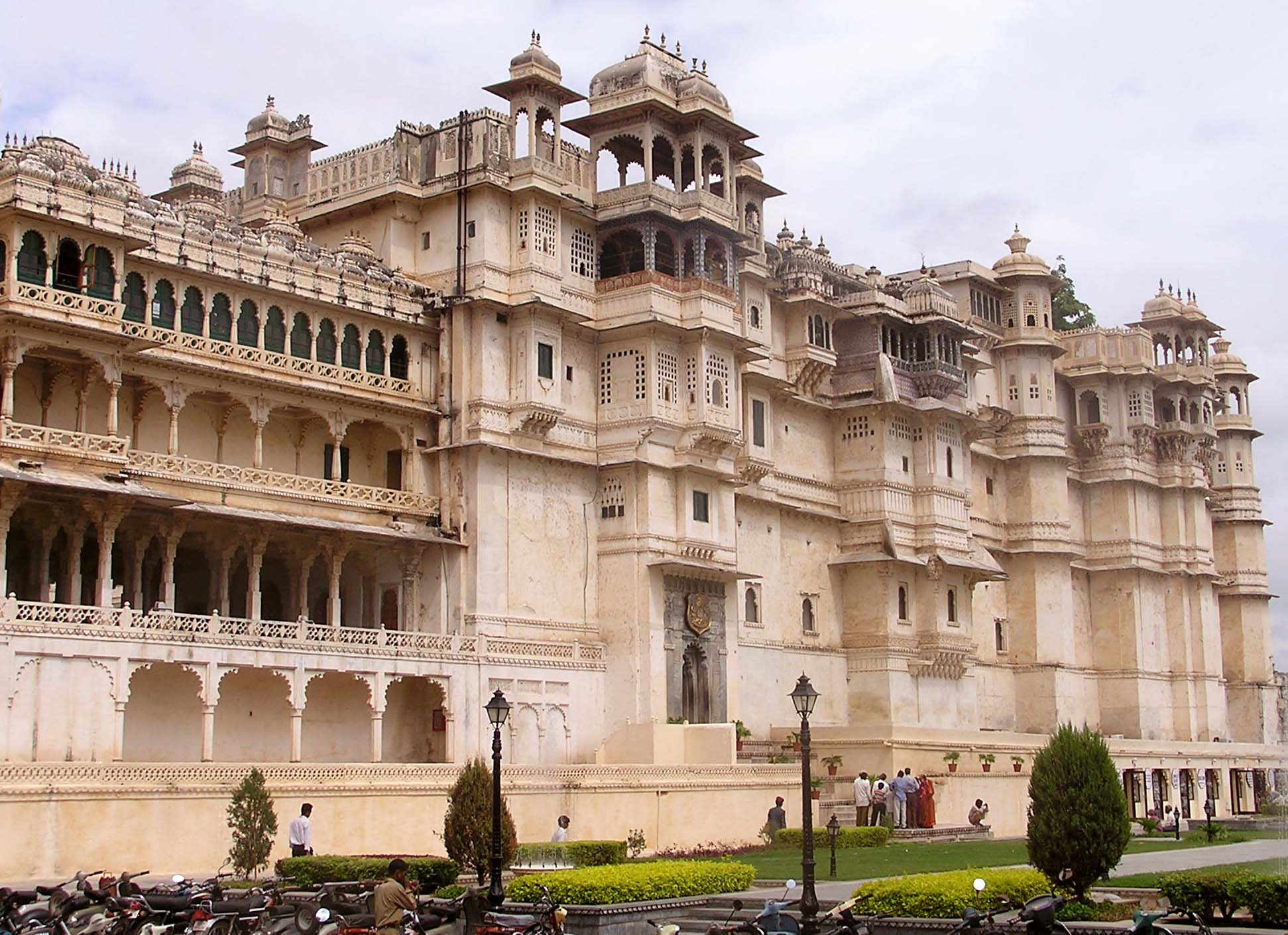
シティ・パレス（マハーラーナー宮殿）
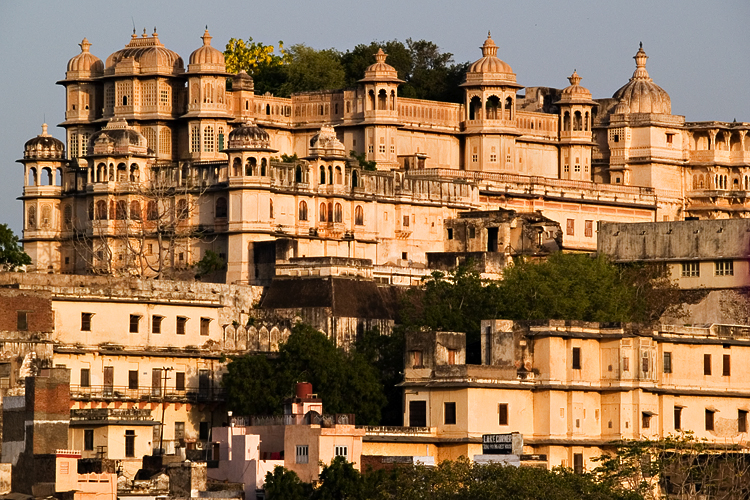
シティ・パレス（マハーラーナー宮殿）
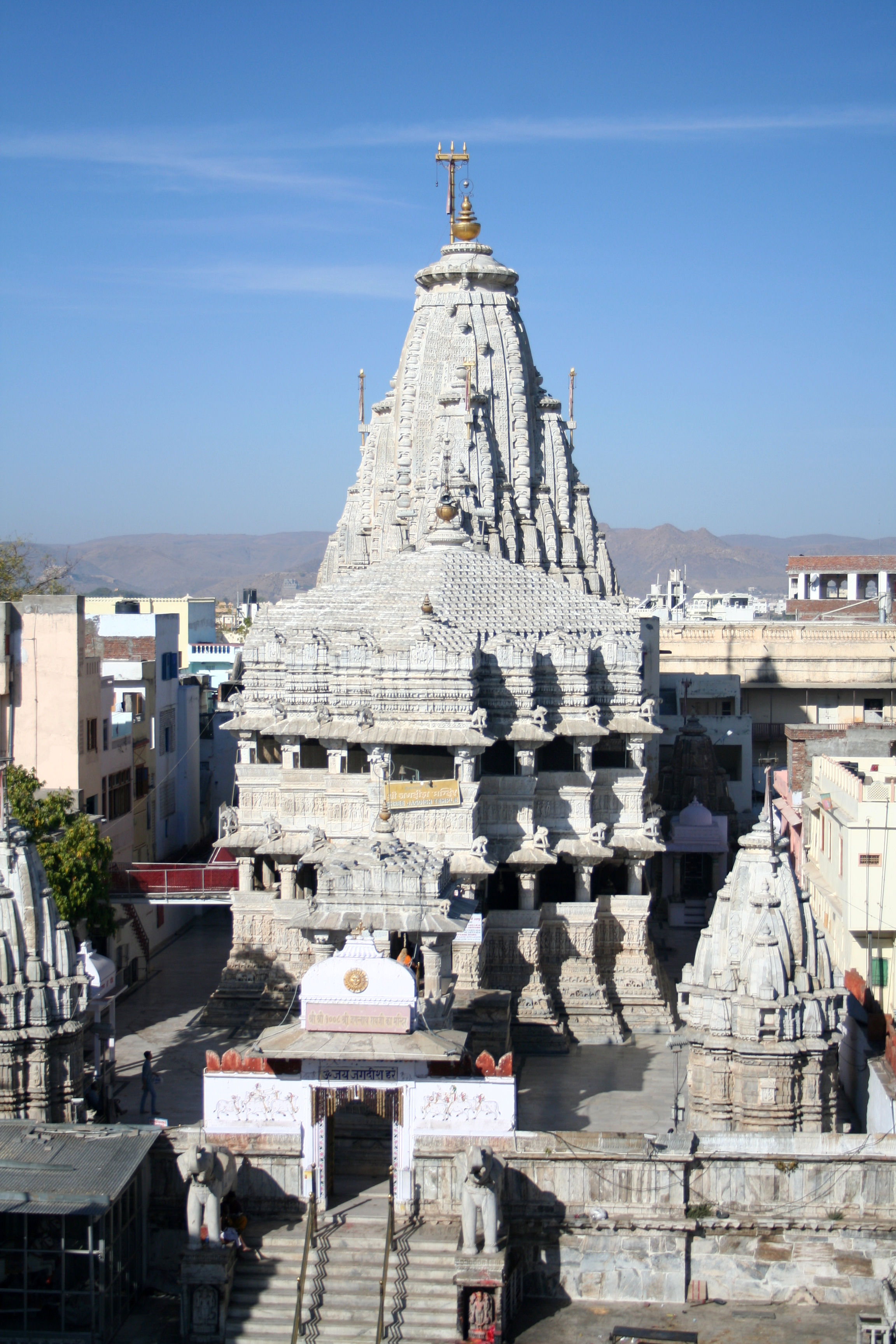
ジャグディーシュ寺院
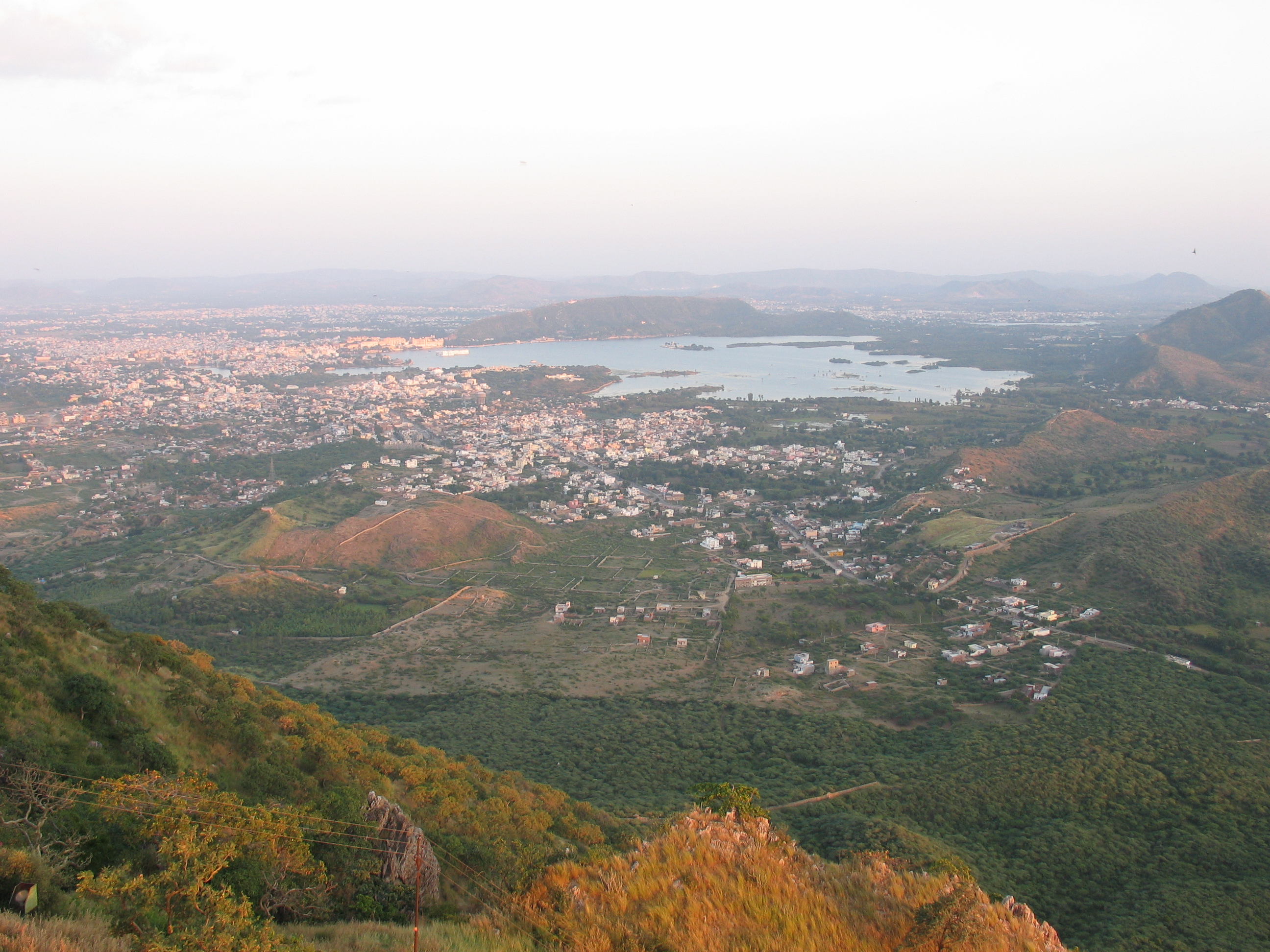
モンスーンパレスから見たウダイプルの町
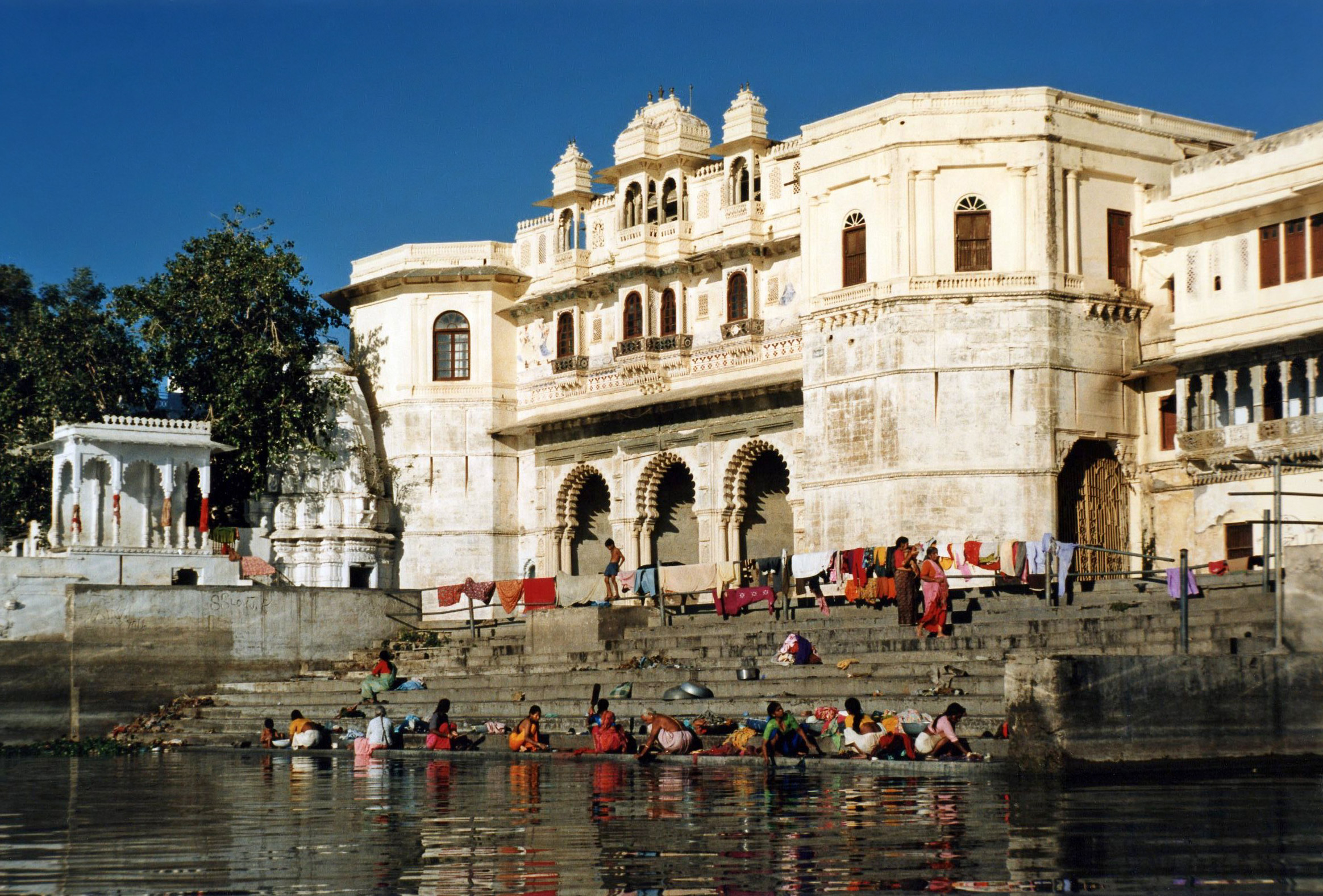
ガンゴール·ガート
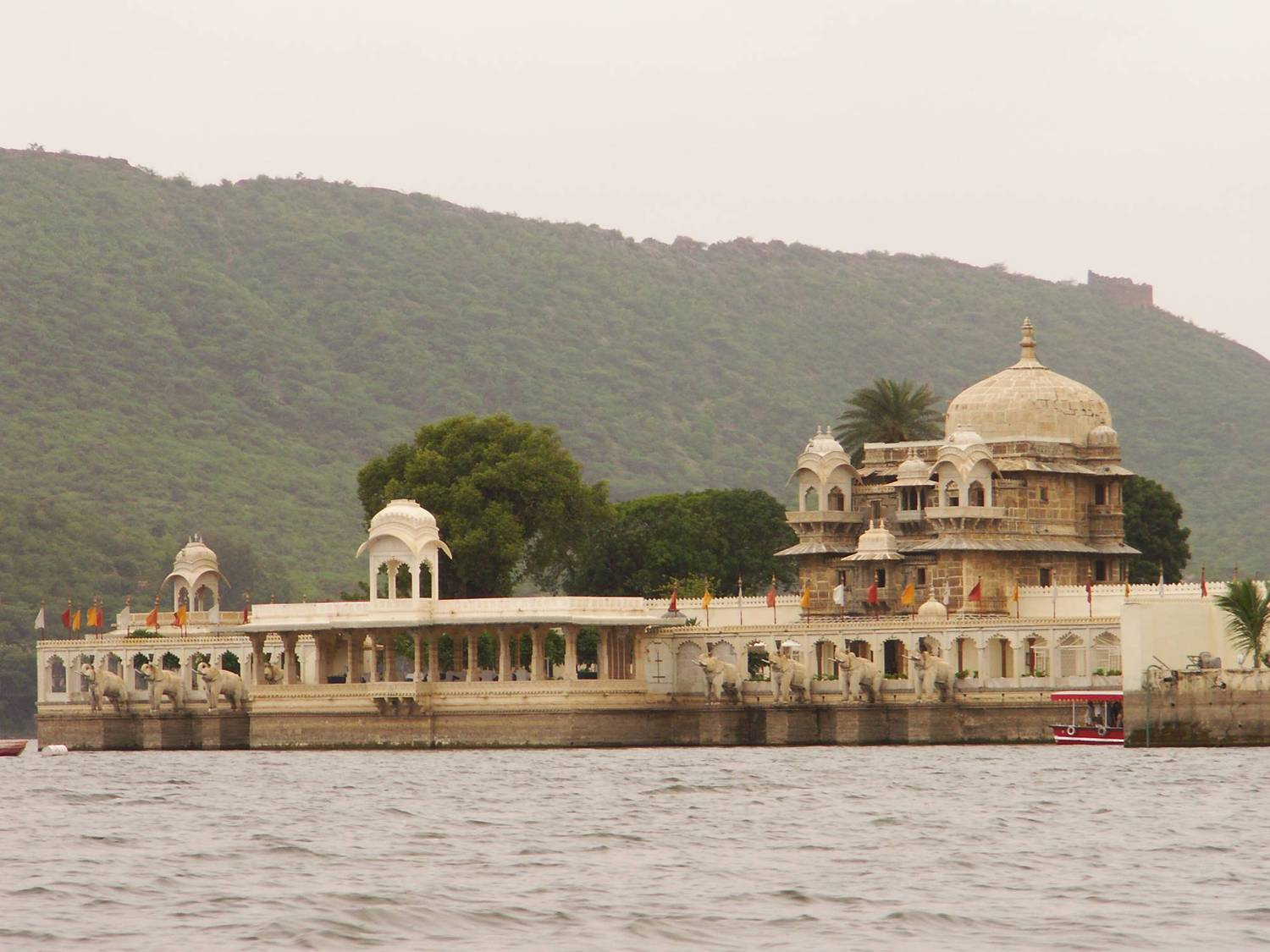
ジャグマンディル宮殿
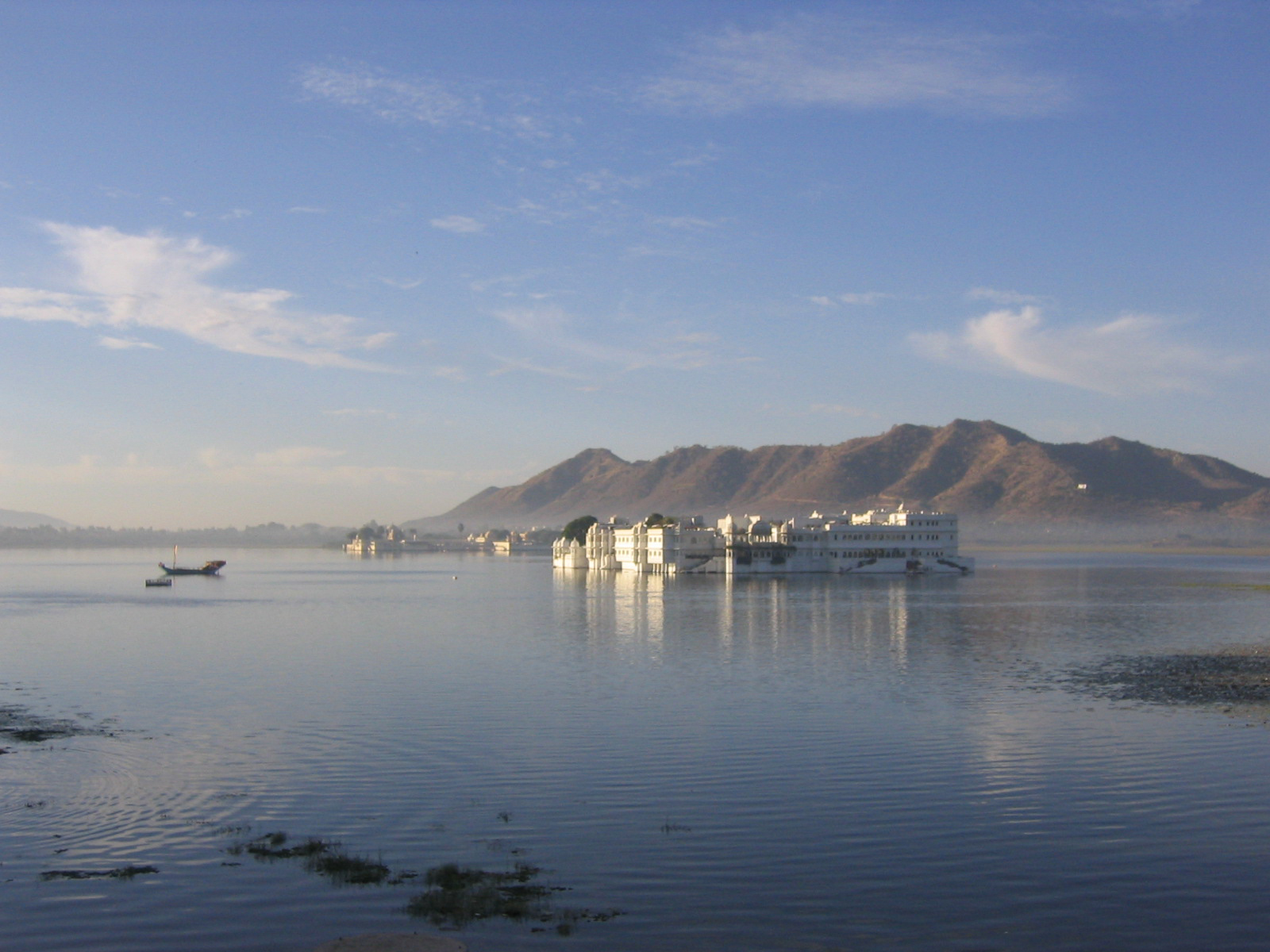
タージ レイク パレス（ジャグニワース宮殿）
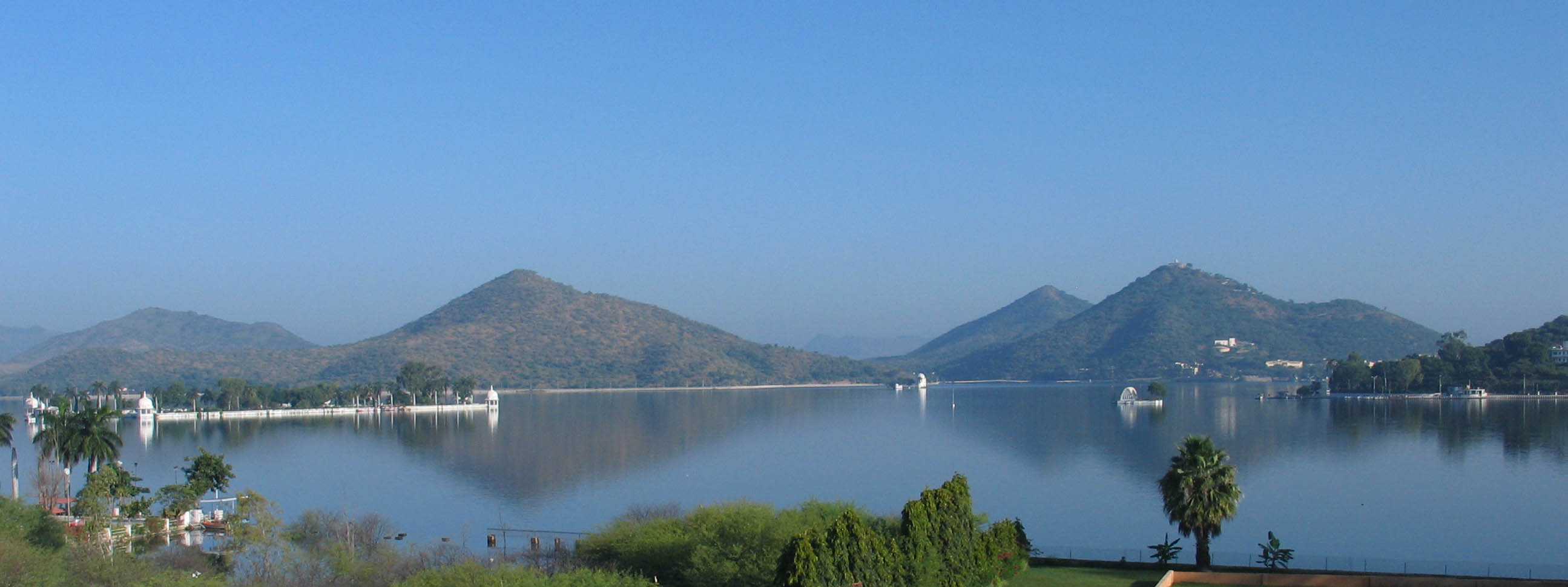
ファテー・サーガル湖
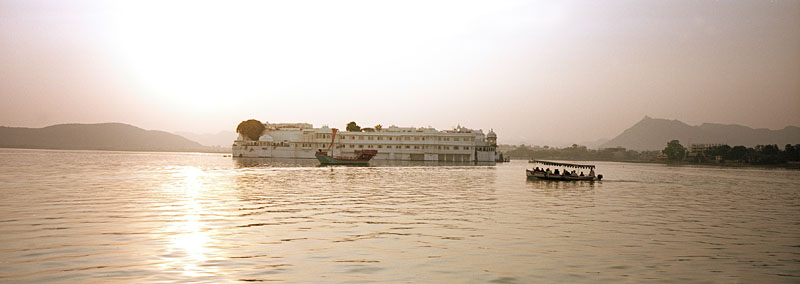
タージ レイク パレス（ジャグニワース宮殿）
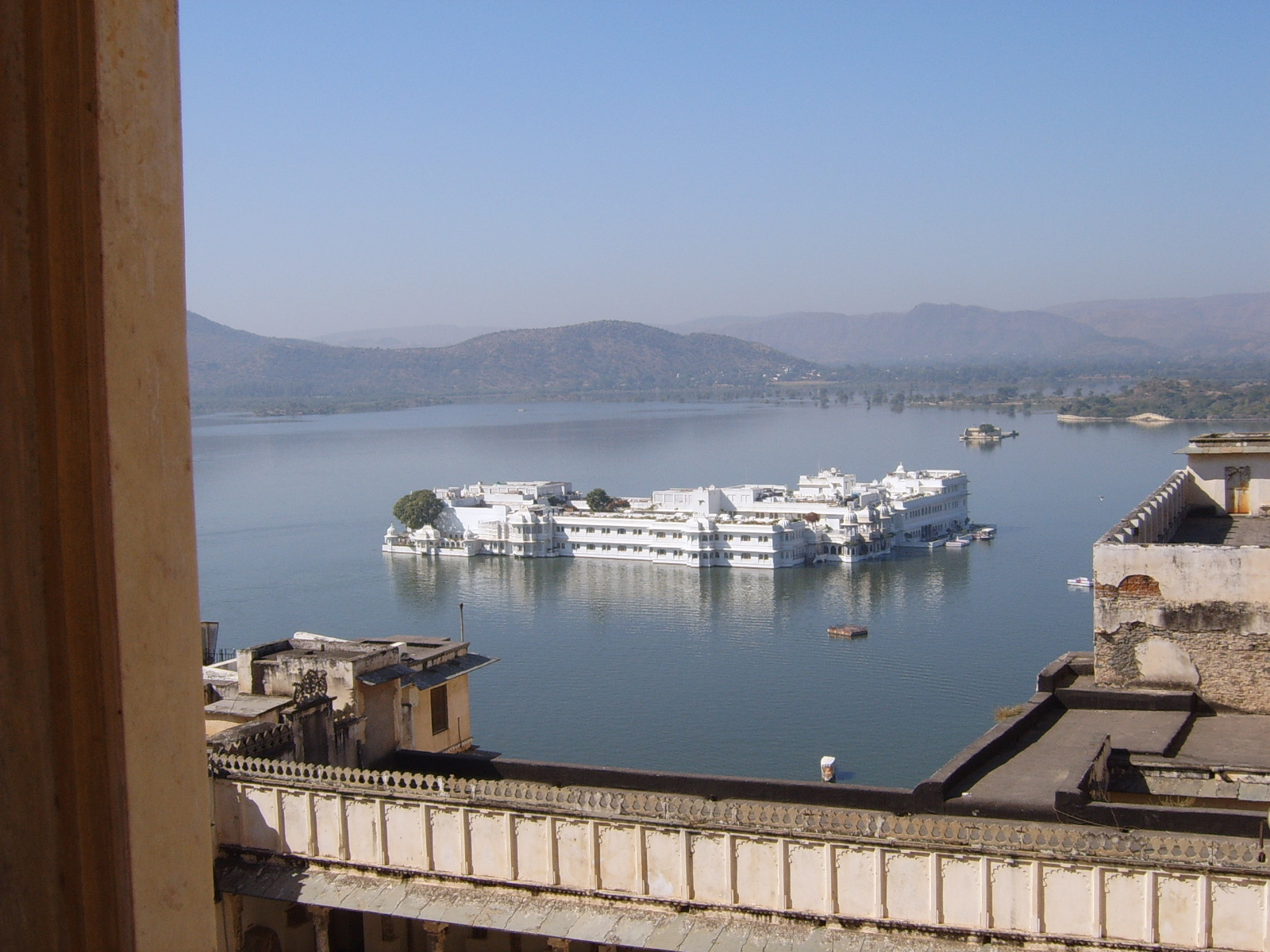
タージ レイク パレス（ジャグニワース宮殿）
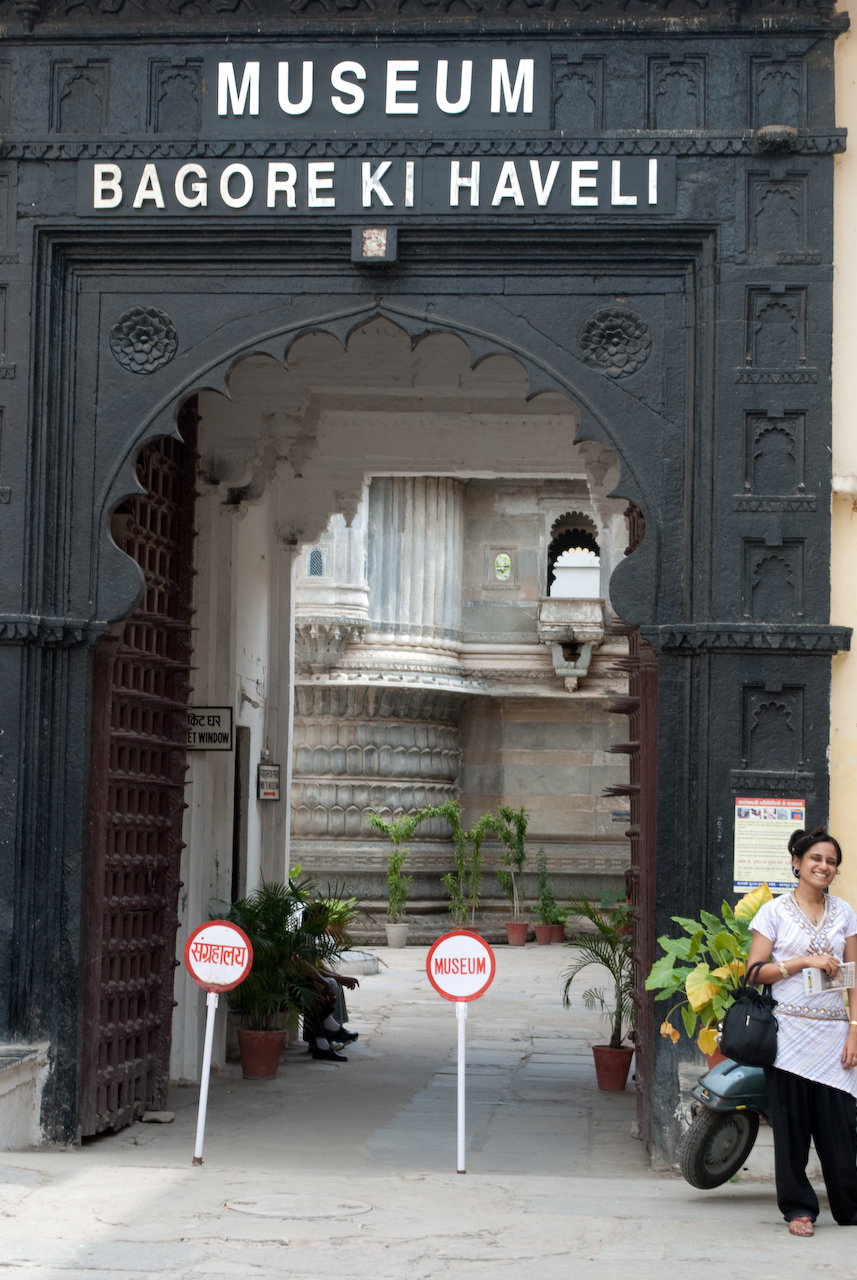
バコーレ・キー・ハーヴェリー
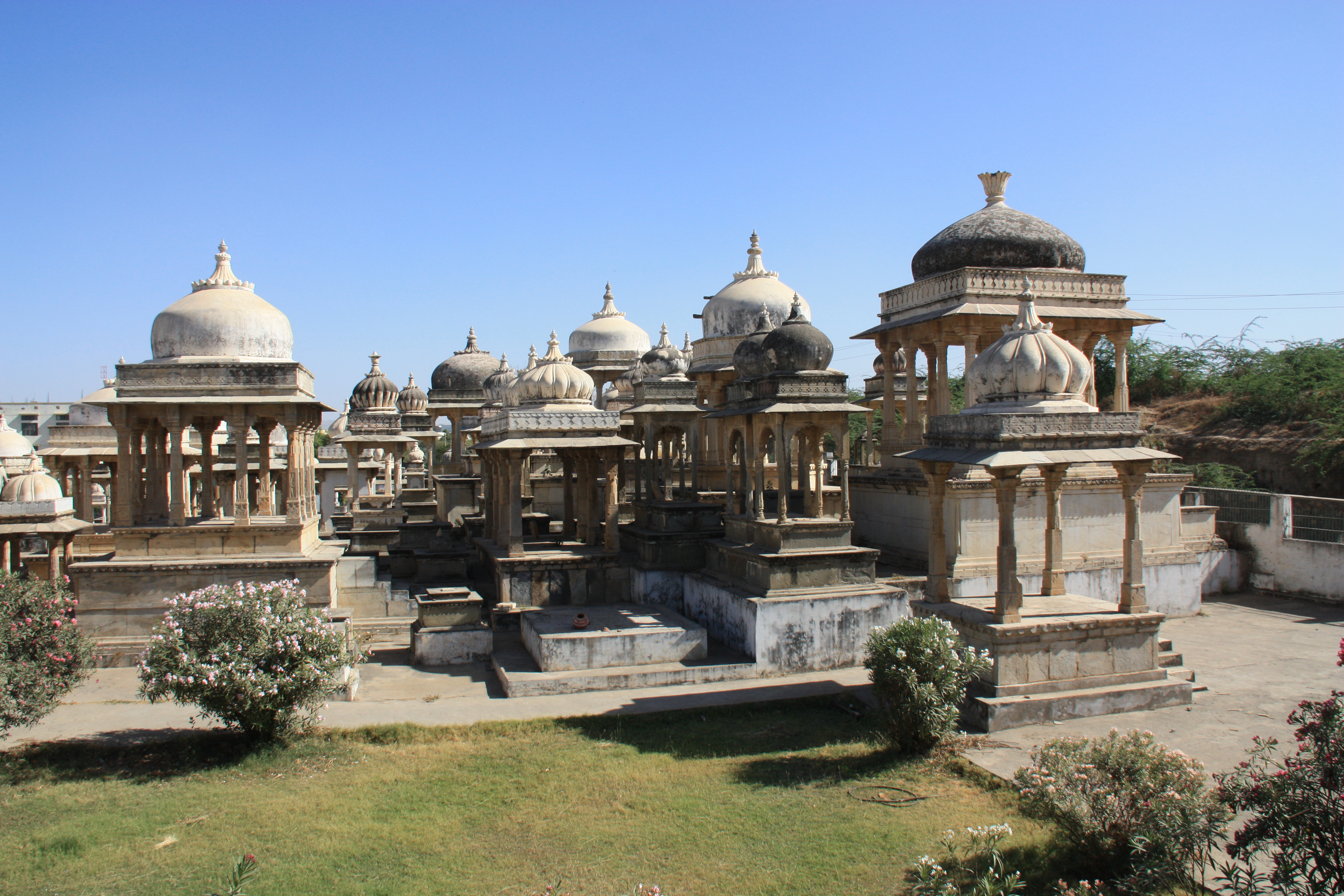
アハール慰霊碑
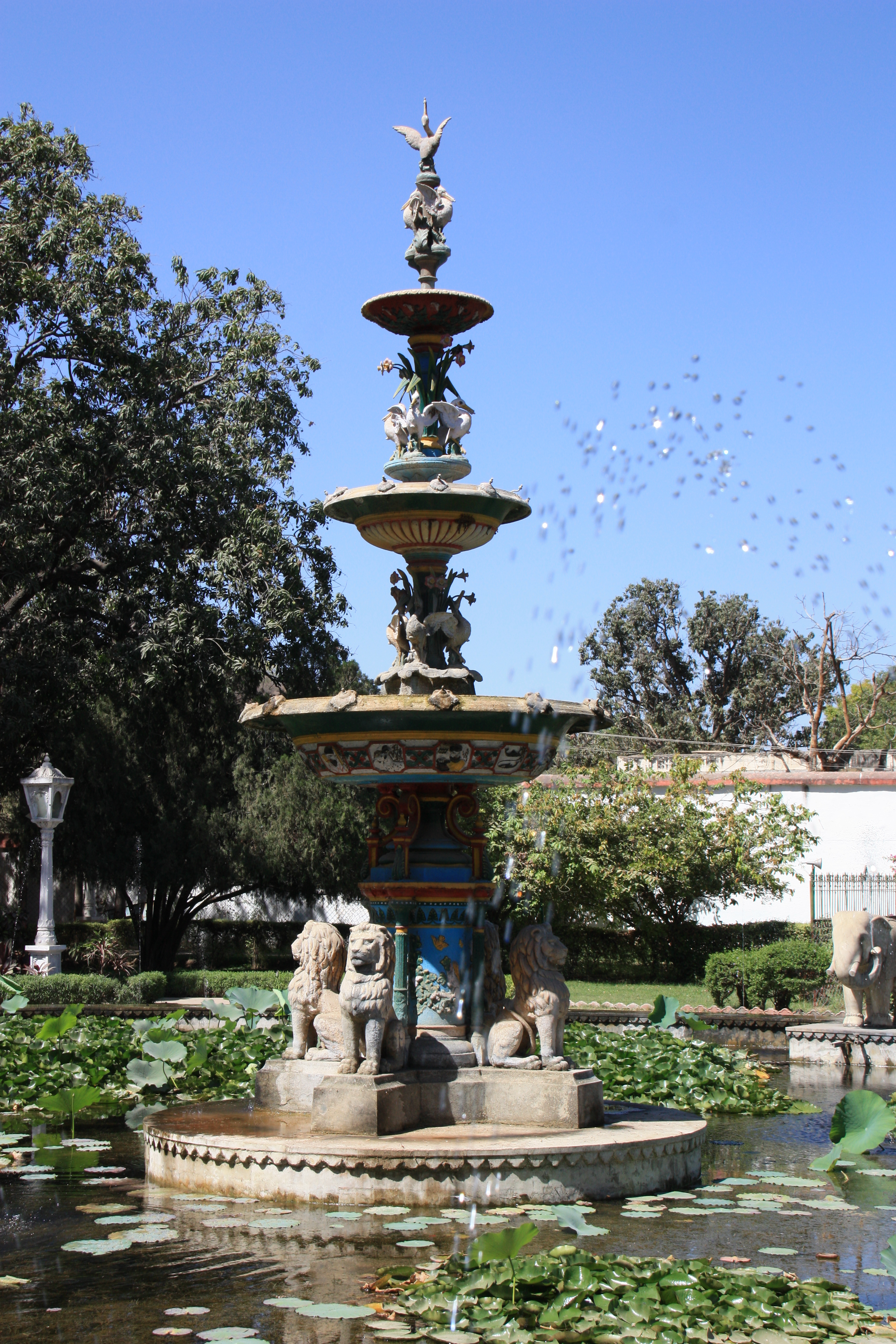
サヘーリヨーン・キー・バーリー（侍女達の庭園）

## 交通
航空
- ウダイプル空港 - インド国内線のみ就航

鉄道
- ウダイプル・シティ駅

道路
- NH8号線でジャイプルへ、またムンバイへ接続している。